# Haemulon aurolineatum
Haemulon aurolineatum és una espècie de peix de la família dels hemúlids i de l'ordre dels perciformes.

## Morfologia
Els mascles poden assolir els 25 cm de longitud total.

## Distribució geogràfica
Es troba des de Massachusetts (Estats Units) i Bermuda fins al Brasil, incloent-hi el Golf de Mèxic.